# Harpagio
Harpagio (en griego, Ἁρπάγιον) era una antigua colonia griega del Helesponto.
Estrabón la ubica entre el territorio de Príapo y el de Cícico y añade que, según una tradición, fue el lugar donde Zeus raptó a Ganimedes.
Perteneció a la Liga de Delos, puesto que aparece en registros de tributos a Atenas entre los años 448/7 y 429/8 a. C.
Es mencionada por Tucídides, que señala que en Harpagio y Príapo, tres días después de la batalla de Cinosema, los atenienses capturaron ocho naves procedentes de Bizancio.
Se desconoce su localización exacta pero se ha sugerido que debió haber estado ubicada cerca de la desembocadura del río Gránico.